# Manipulation vertébrale
 (février 2009).
Améliorez-le ou discutez des points à vérifier. 

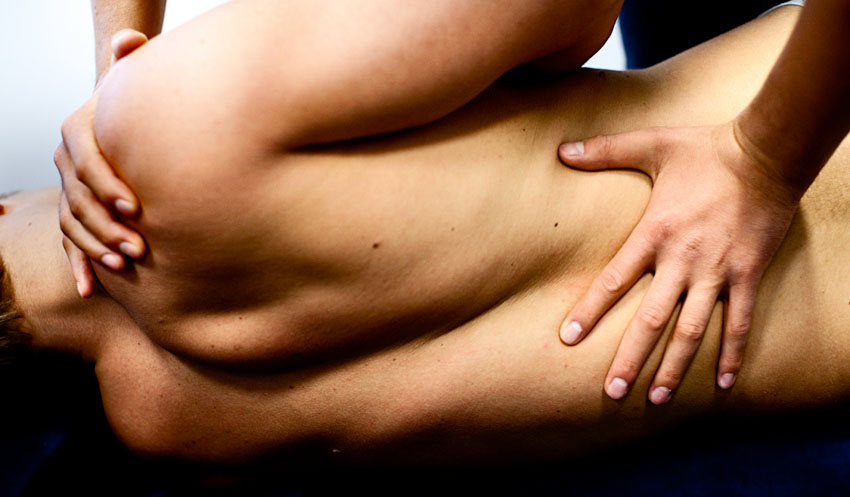
Un chiropraticien effectuant une manipulation vertébrale.

La manipulation vertébrale est une technique manuelle médicale définie par Robert Maigne, comme une « manœuvre unique, brève et sèche qui porte un segment mobile au-delà de son jeu habituel tout en restant dans les limites anatomiques. Elle s'accompagne en général d'un bruit de craquement ».
Cette définition exclut donc les techniques de mobilisation, les étirements, les tractions, les massages et les techniques myotensives. 
La manipulation vertébrale est une manœuvre forcée contrairement à la mobilisation qui est non-forcée. En France seuls les médecins ayant suivi une formation en ostéopathie, les ostéopathes D.O.[Quoi ?] ayant un certificat de non contre-indication et les chiropracteurs sont habilités à ces manœuvres forcées au niveau du rachis cervical,
La manipulation vertébrale est indiquée en cas de douleur du rachis en rapport avec un ou plusieurs dérangements intervertébraux mineurs, qui semble la conséquence de la contracture maintenue de certains faisceaux des muscles mono ou paucisegmentaires (multifidus et rotateurs).
La règle de la « non-douleur et du mouvement contraire » signifie que toute manipulation vertébrale doit se faire dans la direction trouvée libre et indolore à l'examen, donc à l'opposé du mouvement passif douloureux . 
Les manipulations de l'articulation sacro-iliaque ainsi que celles concernant les articulations des membres (articulations périphériques) ont des particularités propres et sont pour l'instant moins codifiées que les manipulations vertébrales.

## Définition
La manipulation vertébrale est un traitement des douleurs communes mécaniques d'origine rachidienne, à côté des autres moyens thérapeutiques que sont par exemple l'utilisation de médications, de ceintures ou corsets, des infiltrations, de la kinésithérapie, de la chirurgie.
Il s'agit donc d'une technique médicale, ostéopathique et chiropratique, bien codifiée, et enseignée en faculté de médecine dans le cadre du Diplôme Inter-Universitaire de médecine manuelle-ostéopathie délivré par 14 facultés de médecine, une école ostéopathique ou dans une école chiropratique (2 écoles en France à Ivry-sur-Seine et Toulouse).

## Historique
S'il est difficile de retrouver une filiation historique parmi les courants très divers ayant développé des méthodes manuelles de soins, il est plus clair de différencier les théories en marge de la médecine, de celles s'étant intégré dans les cursus universitaires.
Le courant non médical est le plus ancien, avec l'invention de certains gestes pour tenter d'agir sur des douleurs d'origine musculo-squelettique; l'histoire est en effet truffée de rebouteux, rhabilleurs (en France) ou bone setters (en Angleterre), certains célèbres (Pierre Brioude (1832-1907) possède même sa statue dans son village natal de Nasbinals, le « grand Josso » exerçait ses talents à Muzillac dans les années 1920) ; malheureusement le don n'étant pas transmissible, les techniques se perdaient avec l'inventeur... Seule la création d'un enseignement pouvait faire perdurer et perfectionner une méthode, ce qui fut fait pour la première fois aux États-Unis par Andrew Taylor Still (1828- 1917), médecin qui eut le mérite de retrouver (au contact d'indiens schawness[Quoi ?] ou de bone setters[Quoi ?]), codifier ou inventer nombre de techniques ingénieuses ; malheureusement la douleur de la perte de ses trois enfants en 1864 (méningites) le fera se détourner de la médecine impuissante à l’époque et utiliser ses techniques manipulatoires et sa conception profondément religieuse du monde pour créer un système médical holistique qu'il appela ostéopathie ; il n'hésita pas à la fin de sa vie à déclarer qu'il pouvait « en secouant un enfant, arrêter la fièvre scarlatine, le faux-croup, la diphtérie, et guérir la coqueluche dans trois jours en lui tordant le cou ». Le créateur du second courant américain, la chiropraxie, n'est pas médecin : David Daniel Palmer (1845-1913), apiculteur puis épicier, s'installe en 1886 à Davenport comme magnétiseur puis conçoit une théorie de la vertèbre déplacée comme entrave primordiale au bon fonctionnement organique ; il crée lui aussi une école en 1897 accordant une place importante aux radiographies (premiers clichés full spine en 1918). La situation actuelle aux États-Unis est une ostéopathie ayant intégrée le cursus universitaire, les Doctors of Ostéopathic Manipulative Medicine ou D.O.s américains étant médecins à part entière, avec accès à toutes les thérapeutiques, et possibilités de spécialisation médicale ou chirurgicale ; au contraire, la chiropraxie reste enseignée dans des écoles privées, le premier programme universitaire de Doctorat en Chiropratique  aux États-Unis ouvre en septembre 2009. Ailleurs dans le monde des universités délivrent ce diplôme comme au Canada, en Australie, au Japon, au Royaume-Uni, au Danemark ou en Suisse.
Le courant médical considère les techniques manuelles comme une thérapeutique complémentaire aux autres, avec ses indications et ses contre-indications ; il ne s'agit donc pas de remplacer une médecine par une autre, mais d'évaluer l'apport de ces techniques par des études contrôlées afin de déterminer le service médical rendu et le rapport bénéfice-risque ; l'originalité française[réf. nécessaire] est d'avoir avec le Dr Robert Maigne crée le premier enseignement universitaire de thérapeutique manuelle en 1971 à l'hôtel-Dieu de Paris, ayant abouti en 1997 à la création nationale d'un diplôme interuniversitaire de médecine manuelle-ostéopathie. Il est donc paradoxal que les lois Kouchner de 2002 officialisent l'accès de l'ostéopathie et de la chiropraxie à des non-médecins, malgré les recommandations de l'académie de médecine et du conseil de l'ordre des médecins (impossibilité de différencier ce qui est fonctionnel de ce qui ne l'est pas sans bagage médical solide, impossibilité du choix du meilleur traitement quand la seule réponse est uniciste[Quoi ?], perte de temps lorsqu'une thérapeutique autre que manuelle est nécessaire...).

## Principes
L'indication d'une manipulation vertébrale est posée par le médecin après un examen médical complet, examen général pour éliminer une maladie non mécanique (inflammatoire, infectieuse, tumorale...) puis examen orthopédique à la recherche de troubles posturaux et de dérangement intervertébral mineur ; la recherche de signes unilatéraux est essentielle (douleurs des tissus sous-cutanés, des structures ligamento-musculaires ou articulaires, contractures, signes de blocage unilatéral lors de certaines manœuvres cinétiques) puisqu'elle déterminera le sens de la manœuvre, selon l'effet désiré (voir ci-après les modes d'action) et selon les possibilités que donne la règle de la non-douleur et du mouvement contraire; la radiographie préalable est un sujet de discussion (systématique en dessous de 25 ans, et pour le rachis cervical pour tous les âges selon la SOFMMOO); La préparation à une manipulation comprend une mise en confiance par l'explication du geste, puis des manœuvres de détente (massages, mobilisations).
La manipulation proprement dite s'effectue lorsqu'un bon verrouillage des segments articulaires sus et sous-jacent est obtenu, et lorsque le relâchement du patient est suffisant ; l'impulsion peut être minime lorsque ces deux conditions sont obtenues. 

## Mode d'action des manipulations
Plusieurs modes d'actions peuvent être retenues :
- Un étirement des muscles paravertébraux, notamment des muscles profonds (transversaire épineux), dont la contracture réflexe maintenue semble le mécanisme essentiel dans la dysfonction segmentaire ; les muscles étirés seront ceux du côté le plus symptomatique (douleur, signes réflexes); par exemple, pour bien étirer les muscles droits si la lombalgie est à droite, on choisira une manœuvre en rotation-latéro-flexion gauche des épaules, avec une composante en flexion [15].
- Un écartement des articulations postérieures (responsable du bruit de craquement par phénomène de cavitation gazeuse), l'étirement capsulaire concomitant ayant un effet inhibiteur sur les contractures musculaires[16] ; il y aurait pour certains  réintégration d'un méniscoïde incarcéré lors d'un mouvement de flexion-extension[17] ; cette action doit se faire cette fois-ci du côté de la douleur : pour une lombalgie droite sera donc effectuée une rotation droite du plan scapulaire (à condition que cette direction ne soit pas douloureuse).
- Un étirement ligamentaire : mise en évidence d'une réponse électromyographique du multifidus lors de l'étirement du ligament interépineux (réflexe ligamento-musculaire)[18].
- Une baisse de la pression intra-discale[19].
- Une action non spécifique sur la douleur : activation du système descendant d'inhibition de la douleur (dont l'origine se situe dans la substance grise péri-aqueducale), par l'effet de la contre-stimulation qu'entraine l'étirement brusque des structures innervées.
- Un effet placebo : il ne peut être nié, de par la représentation mentale de la vertèbre remise en place appuyée par le bruit de craquement, ainsi que par la rencontre d'un thérapeute rassurant réparateur de l'angoisse et de la douleur.

## Classification des manipulations
Deux types de manipulations peuvent être différenciées :
- Les manipulations axiales, où la pulsion est longitudinale (décoaptation), plus globale, avec action préférentielle sur les tensions réflexes des muscles paravertébraux.
- Les manipulations en rotation et latéro-flexion, où la pulsion est perpendiculaire à l'axe vertébral, avec une action plus segmentaire.

## Les techniques fondamentales[21],[22]
- Techniques lombaires en rotation : se font en décubitus latéral, soit en lordose (action plus spécifique sur la charnière lombo-sacrée ou sur l'articulation sacro-iliaque), soit en cyphose (action de T12 à L4).
- Technique pour la jonction thoraco-lombaire en rotation : à cheval en bout de table (action de T10 à L2).
- Technique pour le rachis thoracique et lombaire en décoaptation : en position assise, par appui épigastrique avec interposition d'une cale (action de T3 à L3).
- Technique pour le rachis thoracique en décubitus dorsal : avec appui épigastrique et contre-appui manuel (technique dite en déroulé).
- Technique pour la jonction cervico-thoracique en latéro-flexion C7-T1 : en position assise (récamier) ou en décubitus latéral (mandoline).
- Technique pour le rachis cervical en rotation (action de C2 à C6).
- Technique pour le rachis cervical en décoaptation (action de C0 à C3), en décubitus dorsal ou assis.

## Les indications des manipulations vertébrales
Elles concernent essentiellement les douleurs vertébrales d'origine mécanique : lombalgie (plus aiguë que chronique), dorsalgie, cervicalgie; le rapport bénéfices/risques sera moins évident en présence de radiculalgies (sciatiques, cruralgies ou névralgies cervico-brachiales) où le traitement médical (repos, infiltrations, anti-inflammatoires, antalgiques) est prépondérant.

## Les contre-indications de manipulations vertébrales
- Au niveau de la colonne cervicale : la femme de moins de 50 ans (recommandation SOFMMOO), surtout s'il existe une association tabac + pilule contraceptive (risques vasculaires).
- toute lésion d'origine traumatique, tumorale, infectieuse, inflammatoire, vasculaire, congénitale, métabolique...
- tout état hyperalgique, nécessitant au préalable des médications.
- douleur avec importante composante neuropathique ou psychogène.

## Les accidents des manipulations vertébrales
Ils concernent surtout la colonne cervicale avec les complications vertebro-basilaires possibles ; une étude danoise de 1996  estime le risque faible (une complication vertébro-basilaire pour 1,3 million de manipulations cervicales), et a déterminé que le plus grand risque concerne la manipulation en rotation des deux premières cervicales (un cas pour 0,9 million) ;  Dvorak, dans une revue de 203 praticiens de médecine manuelle en Suisse, a trouvé une complication sérieuse (sans aucun décès) par 400 000 manipulations cervicales, parmi 1.5 million de manipulations cervicales environ ; certains ont rapproché ces chiffres des 3-4 % de complication concernant la chirurgie rachidienne cervicale, avec 4000 à 10 000 décès par million d'actes , mais il ne semble pas licite de comparer des indications et des degrés de gravité au départ différents ; pour Ernst, dans la mesure où les facteurs de risques spécifiques concernant les complications vasculaires n'ont pas été identifiés, ce qui signifie que n'importe quel patient peut être en danger (surtout en dessous de 45 ans), il convient d'éviter la manipulation pour laquelle le risque semble le plus grand : la manipulation du rachis cervical supérieur en rotation.

## Polémiques sur le service médical rendu
Une méta-analyse (Ernst 2006) conclut à la non recommandation de l'utilisation des manipulations vertébrales, le rapport bénéfices/risques apparaissant mauvais après étude des données de la littérature; de même, une étude (Hancock 2007) concernant 240 cas de lombalgies aiguës mécaniques datant de moins de 6 semaines, révèle des résultats identiques concernant 4 types de traitement : Diclofénac seul, manipulations vertébrales seules, diclofénac et manipulations vertébrales, placebo; tous les patients ont reçu les conseils habituels relatifs aux lombalgies ainsi que du paracétamol ; cette étude démontre donc que les AINS et les manipulations vertébrales n'ont aucun effet bénéfique dans les lombalgies aiguës mécaniques en sus du paracetamol et de simples conseils de mode de vie.
L'étude Hancock ne comporte, elle que 5 % de manipulation vertébrale parmi les manipulative therapies étudiées dans cette comparaison
Ces résultats troublants[pourquoi ?] obligent le médecin spécialisé en médecine manuelle et en orthopédie à une réévaluation de sa pratique, le primum non nocere devant primer, malgré la tentation gratifiante du geste miracle recherchée par les patients ; une information du patient dédramatisant le tableau aigu, une prise en charge la plus adaptée de la douleur selon son intensité (utilisation des échelles d'évaluation), l'utilisation d'orthèses rachidiennes (le plus souvent lordosantes), une analyse des troubles posturaux, une rééducation de renforcement-gainage lombo-abdominal, et enfin une évaluation psycho-sociale prenant en compte l'individu dans son milieu professionnel et privé, sont les mesures essentielles devant éviter le passage redoutable à la chronicité responsable de vies gâchées et d'énormes dépenses publiques.   
En tout état de cause, la manipulation vertébrale peut rester une option thérapeutique (non de première intention)  de praticiens d'expérience ayant accès à toutes méthodes diagnostiques (imagerie médicale, examens biologiques...) ou thérapeutiques (pharmacothérapie, orthèses rachidiennes, rééducation, infiltrations...), ce que seul permet pour l'instant, de par les contraintes de la législation française, le titre de Docteur en Médecine.
Selon le Pr Philippe Vautravers, le Dr Jehan Lecocq, le Dr Marie-Eve Isner-Horobeti du Service de Médecine Physique et de Réadaptation du C.H.U. de Strasbourg : « il faut rappeler que les autres traitements utilisés sont également responsables de nombreux accidents ; ainsi, les anti-inflammatoires non stéroïdiens (AINS) sont responsables de 3,2 accidents (hémorragie, perforation, ulcère, décès) pour 1 000 patients de moins de 65 ans et de 0,39 accidents pour 1 000 patients de plus de 65 ans. Tous âges confondus, les AINS déclenchent un accident grave pour 1 000 patients ». Il faut souligner que la chirurgie cervicale est responsable, également, d’un grand nombre d’ accidents neurologiques et de décès[Référence non pertinente].